# Joseph Bell (marittimo)
Joseph Bell (Maryport, 12 marzo 1861 – Oceano Atlantico, 15 aprile 1912) è stato un marittimo britannico che ricoprì il ruolo di direttore di macchina del Titanic, inabissandosi con esso nel naufragio del transatlantico.

## Biografia

### Primi anni e formazione
Figlio primogenito di John Bell sr. e Margaret Watson, entrambi imprenditori agricoli, Joseph Bell crebbe a Farlam, un piccolo villaggio appartenente al comune di Brampton, nella contea di Cumbria; ebbe tre fratelli: Jane (1864), Richard (1865) e John jr. (1868). La madre Margaret morì poco dopo aver partorito l'ultimo figlio.
Joseph Bell, inizialmente, frequentò da bambino una scuola elementare privata del villaggio di Farlam e, dopo la morte della madre, si trasferì col padre ed i fratelli a Carlisle, fra i quartieri di Edentown e Stanwix; Joseph ed i fratelli frequentarono l'accademia William Harrison di Carlisle. Col tempo, il fratello minore John decise di emigrare in Australia, imbarcandosi sul piroveliero transatlantico Great Britain, mentre il resto della famiglia rimase a Carlisle.
Dopo aver lasciato Carlisle, Joseph Bell si spostò a Newcastle, facendo apprendistato come aggiustatore meccanico presso la Robert Stephenson e Co. 
Nel 1885, Bell venne assunto dalla White Star Line e lavorò su molte navi che commerciavano con Nuova Zelanda e Stati Uniti. Nel 1891 venne promosso a direttore di macchina.
La sorella Jane sposò William Hugh Lowthian nel 1886 e trascorsero molti anni vivendo a Ripley, nel Derbyshire, dove lui era direttore di banca. Fu probabilmente in questo periodo che Joseph conobbe Maud Bates, che sposò nel 1893; la coppia ebbe 4 figli: Frances John, detto Frank (1896), Marjorie Clare (1899), Eileen Maud (1901) e Ralph Douglas (1908).
Nel 1911 Joseph trovò alloggio a Belfast, insieme alla moglie e al figlio più giovane. Le due figlie rimasero a Ripley accudite sia da una governante che dagli zii (la sorella ed il cognato dei Bell), mentre l'allora quindicenne Frank stava studiando al Grosvenor College di Carlisle ed in seguito seguì un apprendistato presso i cantieri Harland and Wolff.

### SulTitanic
Venne assegnato alla direzione della sala macchine del Titanic dopo aver lavorato sulla nave gemella, l'Olympic, entrambi transatlantici costruiti dai cantieri Harland and Wolff. La sera del 14 aprile 1912, durante il primo viaggio della nave, quando le vedette Frederick Fleet e Reginald Lee avvistarono un iceberg proprio a proravia del Titanic, Bell e i suoi sottoposti ricevettero quindi dal primo ufficiale William Murdoch, che in quel momento comandava la guardia di servizio in plancia, il tempestivo ordine di fermare le macchine e poi, probabilmente, di metterle “indietro tutta”, in modo da rallentare e tentare una manovra evasiva; il transatlantico tuttavia non riuscì ad evitare l'immenso blocco di ghiaccio, che lo sventrò facendogli iniziare ad imbarcare acqua, e tutti gli occupanti vennero invitati a recarsi sui ponti per essere imbarcati sulle lance di salvataggio. Bell, però, rimase al suo posto in sala macchine invitando i macchinisti a mantenere attive le caldaie, per permettere alle pompe dei compartimenti stagni di continuare il loro lavoro e assicurare la fornitura di energia elettrica e l'illuminazione alla nave per più tempo possibile. Probabilmente, Bell ed i fuochisti rimasero in sala macchine fino al punto in cui l'acqua invase la sala stessa e solo allora abbandonarono i loro posti; il direttore e buona parte dei suoi uomini persero la vita nel naufragio, venendo considerati come eroi dimenticati nonostante il loro comportamento esemplare durante la tragedia.
Dopo la morte di Bell, la moglie e il fratello di questa, William Ralph, ereditarono la fattoria di Farlam, della quale Joseph era divenuto interamente proprietario a partire dal 1904, dopo la morte del padre; la fattoria venne immediatamente venduta in quanto sia la moglie che i figli di Bell non si recarono mai a Farlam.
Presso la chiesa della Santa Fede di Waterloo, vicino a Liverpool, è stata affissa una targhetta che ricorda Joseph Bell; un epitaffio è stato inoltre eretto in sua memoria nel piccolo cimitero di Farlam.

## Cinematografia
Joseph Bell è stato ritratto da Terry Forrestal nel famoso film del 1997 Titanic, diretto da James Cameron.